# Bezzia nodosipes
Bezzia nodosipes är en tvåvingeart som först beskrevs av Jean-Jacques Kieffer 1924.  Bezzia nodosipes ingår i släktet Bezzia och familjen svidknott. Inga underarter finns listade i Catalogue of Life.